# Alt Ujest

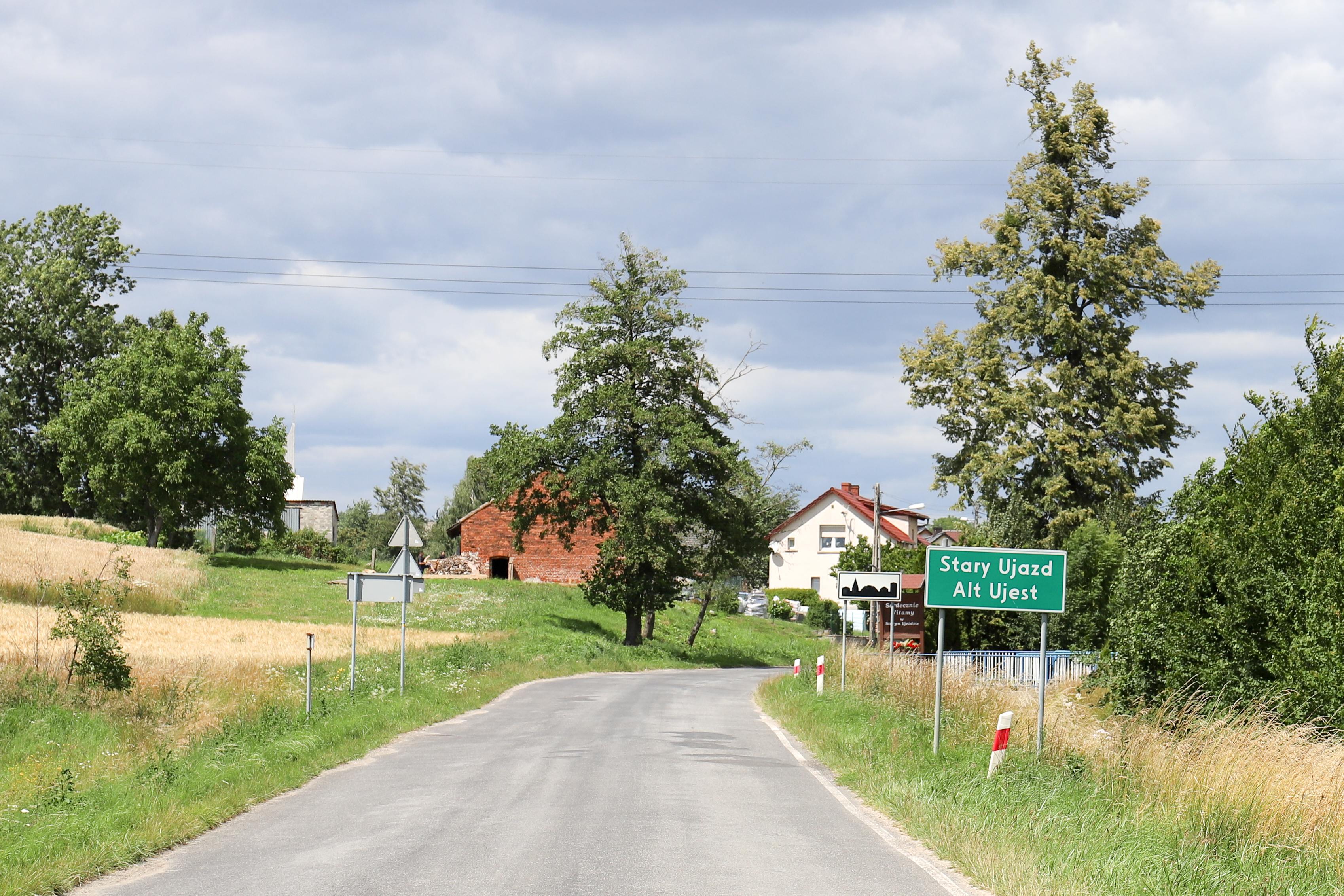
Ortseingang Alt Ujest

Alt Ujest (polnisch Stary Ujazd) ist eine Ortschaft in Oberschlesien. Der Ort liegt in der Gemeinde Ujest (Ujazd) im Powiat Strzelecki in der polnischen Woiwodschaft Opole.

## Geographie

### Geographische Lage
Das Straßendorf Alt Ujest liegt zwei Kilometer nordwestlich vom Gemeindesitz Ujest, 15 Kilometer südlich der Kreisstadt Strzelce Opolskie (Groß Strehlitz) und 45 Kilometer südöstlich von der Woiwodschaftshauptstadt Opole. Der Ort liegt in der Wyżyna Śląska (Schlesisches Hochland) innerhalb der Chełm (Chelm) hin zur Kotlina Raciborska (Ratiborer Becken). Durch den Ort fließt der Fluss Jordan.

### Ortsteile
Ortsteile von Alt Ujest sind Ferdynand (Ferdinandshof) und Kopania (Kolonie Kopania).

### Nachbarorte
Nachbarorte von Alt Ujest sind im Südosten der Gemeindesitz Ujest (Ujazd), im Norden Kaltwasser (Zimna Wódka) und im Nordosten Jarischau (Jaryszów).

## Geschichte
Die Ortschaft entstand vermutlich bereits im 13. Jahrhundert.
Nach dem Ersten Schlesischen Krieg fiel Alt Ujest 1742 mit dem größten Teil Schlesiens an Preußen.
Nach der Neuorganisation der Provinz Schlesien gehörte die Landgemeinde Alt Ujest ab 1816 zum Landkreis Groß Strehlitz im Regierungsbezirk Oppeln. 1843 wurde im Ort eine Schule eingerichtet. 1845 bestanden in Ort ein Vorwerk, eine Wassermühle und 70 Häuser. Im gleichen Jahr zählte Alt Ujest 603 Einwohner, allesamt katholisch. 1865 hatte der Ort 321 Einwohner sowie 36 Bauern-, 11 Gärtner und 50 Häuslerstellen. Im gleichen Jahr zählte die örtliche Schule 162 Schüler. Eingepfarrt waren die Bewohner nach Ujest. 1874 wurde der Amtsbezirk Schloß Ujest gegründet, welcher die Landgemeinden Alt Ujest, Carolinenhof, Dziedzinka, Jarischau, Kaltwasser, Klutschau und Niesdrowitz und den Gutsbezirken Alt Ujest, Goi und Lalok, Klutschau Vorwerk, Kopanina, Niesdrowitz und Ujest, Schloß und der Kolonie Jarischau umfasste.
Bei der Volksabstimmung am 20. März 1921 stimmten 90 Wahlberechtigte für einen Verbleib bei Deutschland und 414 für Polen. Alt Ujest verblieb beim Deutschen Reich. Ab 1933 führten die neuen nationalsozialistischen Machthabern groß angelegte Umbenennungen von Ortsnamen slawischen Ursprungs durch. Am 3. September 1936 wurde der Ort in Alt Bischofstal umbenannt. Bis 1945 befand sich der Ort im Landkreis Groß Strehlitz.
Als Folge des Zweiten Weltkrieges kam der Ort 1945 an Polen, wurde in Stary Ujazd umbenannt und der Woiwodschaft Schlesien angeschlossen. 1950 kam der Ort zur Woiwodschaft Opole. 1999 kam der Ort zum wiedergegründeten Powiat Strzelecki. Im November 2008 erhielt der Ort zusätzlich den amtlichen deutschen Ortsnamen Alt Ujest.

## Wappen
Alte Siegel der Gemeinde Alt Ujest zeigen eine Getreidegarbe, hinter dieser befinden sich gekreuzt eine Sense und ein Dreschflegel. Es weist somit auf den damaligen landwirtschaftlich geprägten Charakter des Ortes hin.

## Sehenswürdigkeiten

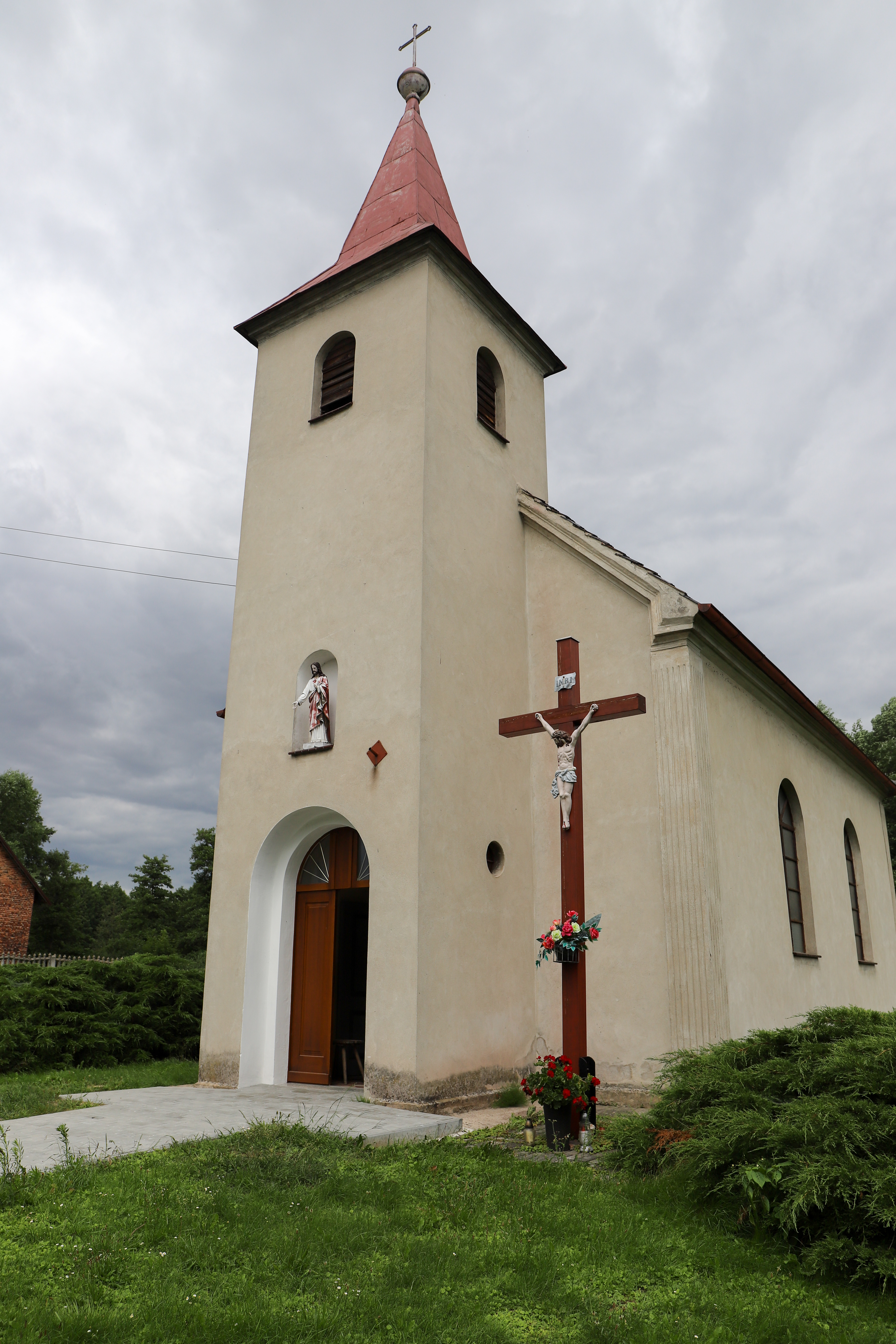
Kaplica Św. Michała Archanioła

- Kapelle St. Michael (poln. Kaplica Św. Michała Archanioła)
- Moderne Heiliggeistkirche (poln. Kosciół Rzymskokatolicki p.w. Ducha Świętego)
- Hölzernes Wegekreuz
- Dorfteich

## Vereine
- Deutscher Freundschaftskreis
- Freiwillige Feuerwehr OSP Stary Ujazd